# Knowlton (Kent)
Pour les articles homonymes, voir Knowlton.
Knowlton est un village du Kent, en Angleterre.